# Tiếng Na Uy trung đại
Tiếng Na Uy trung đại (tiếng Na Uy: mellomnorsk, middelnorsk, millomnorsk) là một dạng của tiếng Na Uy được nói từ năm 1350 đến 1550 và giai đoạn cuối cùng của tiếng Na Uy cổ khi nó còn nguyên vẹn, trước khi bị tiếng Đan Mạch thay thế ở vai trò là ngôn ngữ chính thức. Tiếng Na Uy về sau chịu ảnh hưởng rất lớn từ tiếng Đan Mạch.

## Lịch sử ngôn ngữ
Cái chết Đen lan tràn đến Na Uy năm 1349, giết chết hơn 60% dân số. Sự biến này ảnh hưởng không nhỏ đến tiến trình phát triển của châu Âu nói chung và Na Uy nói riêng.
Ngôn ngữ Na Uy từ năm 1350 cho đến 1550 thường được gọi là Na Uy trung đại. Trong thời gian này ngôn ngữ đã trải qua vài thay đổi: hình thái ngôn ngữ đơn giản hóa, bao gồm cả việc mất các cách ngữ pháp và chia động từ theo ngôi. 

### Sự thay đổi trong ngôn ngữ viết
Trong thế kỷ 15, tiếng Na Uy trung đại dần dần không còn được sử dụng như là một ngôn ngữ viết. Vào cuối thế kỷ 16, vua Christian IV của Đan Mạch (1577-1648) quyết định sửa đổi và dịch sang tiếng Đan Mạch "Luật quốc gia" của Na Uy cổ, do vua Magnus VI của Na Uy ban hành vào thế kỉ 13, bằng tiếng Tây Bắc Âu cổ. Năm 1604 phiên bản sửa đổi về luật này bắt đầu được thực thi. Bản dịch luật này đánh dấu sự chuyển tiếp cuối cùng, với việc tiếng Đan Mạch trở thành ngôn ngữ hành chính ở Na Uy.